# Бабий, Борис Мусиевич
Бори́с Мусиевич Баби́й (укр. Бори́с Мусі́́йович Бабі́й; 25 июля 1914, с. Гуровцы (ныне Казатинского района, Винницкой области, Украины) — 19 сентября 1993, Киев) — украинский советский учёный-правовед, специалист по истории государства и права, доктор юридических наук (1964), профессор (1966), член-корреспондент АН УССР (1967), академик АН УССР (1972), заслуженный деятель науки УССР (1974), лауреат Государственной премии УССР в области науки и техники (1981).

## Биография
Родился в крестьянской семье. Отец, до революции — батрачил, с 1932 был председателем колхоза.
В 1931—1932 гг. Борис Бабий — комсомольский активист, секретарь ячеек в родном селе, затем в г. Казатине.
В начале 1932 г. руководство района и редакция газеты «Коллективный труд» (укр. «Колективна праця») направили 18-летнего комсомольца Бориса Бабия на курсы газетных работников при Киевском обкоме ВКП(б). С сентября 1932 он — литработник, а затем ответственный секретарь редакции Казатинской районной газеты «Коллективный труд». В 1933—1934 обучался на комсомольском отделении Всеукраинского коммунистического института журналистики в Харькове.
В 1934—1935 — ответственный секретарь и заведующий отделом редакции районной газеты «Пограничная звезда» в г. Могилëве-Подольском Винницкой области.
Затем в 1935—1936 — учëба в Всеукраинском коммунистическом институте советского строительства и права.
В 1936—1940 продолжил учёбу на юридическом факультете Киевского госуниверситета. В 1939 вступил в ВКП(б).
С 1939 по 1940 год работал прокурором уголовно-судебного отдела прокуратуры УССР.
Участник Великой Отечественной войны. В 1940—1947 гг. служба в советской армии на военно-прокурорских должностях (в том числе с июня 1941 по июнь 1942 и с сентября 1943 по май 1945 — в действующей армии на Юго-Западном и 2-м Украинском фронтах).
После окончания войны в 1945—1947 гг. работал в военной прокуратуре Киевского военного округа. В 1947—1949 гг. — старший преподаватель и заместитель декана юридического факультета Киевского университета.
С 1949 по 1969 — учëный секретарь, старший научный сотрудник, заведующий отделом и заместитель зав. сектором государства и права АН Украины.
В 1950 г. ему была присуждена ученая степень кандидата юридических наук. В 1963 — доктор юридических наук. В 1967 профессора Бабия избрали членом-корреспондентом Академии Наук Украинской ССР. В 1968 — член Президиума Академии Наук, академик-секретарь отделения истории, философии и права АН Украины.
С 1969 по 1974 — заместитель директора и заведующий отделом института государства и права АН Украины. В 1972 избран академиком АН Украины.
С 1974 — директор института государства и права АН Украины.
С 1988 года — советник Президиума Академии наук УССР. Был членом многих международных и отечественных организаций, в том числе Постоянной палаты Третейского суда в Гааге, комиссии Украины по делам ЮНЕСКО и др.

## Избранные научные труды
Автор более 290 научных работ. В качестве автора, главного редактора, члена редколлегии принимал участие в создании многих коллективных работ, в частности:
- Воз’єднання Західної України з Українською РСР. — К., 1954.
- Питання історії держави і права УРСР. — Т.1. — К.,1952; К.,1953; К.,1955; К.,1958;
- Місцеві органи державної влади Української РСР в 1917—1920 рр. — К., 1956.
- Нариси з історії держави і права Української РСР. — К.,1957;
- Історія держави і права Української РСР (1917—1960). — К.,1961;
- Держава і право УРСР в період відбудови народного господарства (1921—1925 рр.) — К.,1961;
- Государственное строительство и право Украинской ССР в период восстановления народного хозяйства (1921—1925). -К., 1963;
- Історія держави і права Української РСР: В 2-х т. — Т.1. 1917—1937 рр. — К.,1967;
- Україна в період розгорнутого будівництва комунізму: В 5-ти кн. — Кн.3. — К.,1967;
- История советского государства и права: В 3-х кн. — М.,1968;
- Союз РСР і роль України в його утворенні. — К., 1972;
- Правовые исследования в Академии наук УССР (1919—1973 гг.). — К., 1974;
- О развитии юридической науки в Украинской ССР и её задачах на современном этапе. — К., 1974;
- История государства и права Украинской ССР. — К.,1976;
- Образ жизни, рождённой Октябрем. — К.,1977;
- Історія Української РСР. — Т.3. — К.,1978; Т.4. — К.,1978;
- История Академии наук УССР. — К.,1979;
- Історія Академії наук Української РСР. — К.,1982;
- История Украинской ССР. — Т.2. —К.,1982;
- Очерк развития правовых исследований в Украинской ССР. — К., 1984 и др.

Борис Бабий был членом главной редколлегии 2-го издания Украинской советской энциклопедии, членом научно-консультационного совета при Комиссии по подготовке и изданию Свода Законов УССР, членом главной редколлегии
- Свода действующих законов УССР" в 24 томах,
- Советской энциклопедии истории Украины" и др.

За коллективный труд «История государства и права Украинской ССР» (К.,1976), научным руководителем, ответственным редактором и автором которой был Б. М. Бабий, в 1981 отмечен Государственная премия Украинской ССР в области науки и техники.

## Награды и премии
- Орден Отечественной войны I степени (дважды, 1945)
- Орден Отечественной войны II степени (1944)
- Орден «Знак Почёта»
- Медаль «За боевые заслуги» (1942)
- Медаль «В память 1500-летия Киева» (1982)
- Государственная премия Украинской ССР в области науки и техники (1981)
- Заслуженный деятель науки УССР (1974).